# Hades Almighty
Hades Almighty je norveški black metal-sastav iz Bergena, Norveška. Osnovan je 1992., izvorno pod imenom Hades. Sastav je bio prisiljen promijeniti svoje ime u Hades Almighty 1998., nakon pritužbi američkog sastava koji je prethodno polagao pravo na ime.

## Životopis
Hades su osnovali u Bergenu, Norveška 1992. bivši gitarist Immortala, Jørn Inge Tunsberg i bivši bubnjar sastava Dark, Remi Andersen. Kasnije se sastavu pridružio basist Jan Otto "Janto" Garmanslund i drugi gitarist Wilhelm Nagel. Hadesov prvi demo, Alone Walkyng, snimljen je u lipnju 1993. u Grieghallenu, a producirao ga je Pytten; ovaj je demo kasnije ponovno izdan na CD-u preko talijanske diskografske kuće Wounded Love 1996. Godine 1993. Tunsberg je osuđen s Vargom Vikernesom (iz projekta Burzum), za paljenje norveške crkve u Åsaneu, što je dovelo do zatvorske kazne. Nakon objavljena albuma Alone Walkyng, sastav je potpisao ugovor s diskografskom kućom Full Moon Productions i snimio svoj prvi album, ...Again Shall Beu studiju Grieghallen. Gitarist Nagel napustio je sastav iste godine i zamijenio ga je Stig Hagenes.
Hades je objavio svoj drugi studijski album, Dawn of the Dying Sun, 1997., snimljen u Grieghallenu. Sastav je objavljenje albuma podupro opsežnom turnejom diljem Europe i Amerike. Godine 1998. sastav je bio prisiljen promijeniti svoje ime iz Hades u Hades Almighty zbog pritužbi američkog thrash metal-sastava koji je prethodno polagao pravo na ime. Nakon promjene imena, sastav je počeo raditi na svom sljedećem albumu, kao i svirati na Wacken Open Airu.
Godine 1999. sastav je objavio Millenium Nocturne, snimljen u studiju Prolog u Dortmundu. Hades je bio na europskoj turneji u znak podrške albumu sa sastavima Immortal i Benediction te zaseban niz koncerata u regiji Beneluxa s Mayhemom i Primordialom. Četvrti studijski album Hadesa, Pulse of Decay, objavljen je 2001. Godine 2003. sastav je potpisao menadžerski ugovor s Khaoz Productions, a 2004. diskografski ugovor s Dark Essence Records. Diskografska kuća ponovno je objavila album Pulse of Decay 2004. s dodatnim pjesmama (uključujući obradu Manowarove "Each Dawn I Die") i DVD dijelom koji uključuje video za pjesmu benda "Submission Equals Suicide".
Godine 2014., frontmen Janto napustio je Hades nakon 22 godine zbog osobnih razloga i zamijenio ga je Ask Ty Arctander (iz Kampfara). Nova postava objavila je EP Pyre Era, Black! 2015. Godine 2018. Therese "Hecate" Tofting (iz Fairy) pridružio se sastavu kao basist.

## Postava sastava
Treutna postava
- Remi Andersen – bubnjevi, udaraljke, vokal (1992. – danas)
- Jørn Inge Tunsberg – gitara, klavijature (1992. – danas)
- Ask Ty – vokal (2015. – danas)

Bivši članovi
- Janto Garmanslund – vokal, bas-gitara, klavijature (1992. – 2014.)
- Wilhelm Nagel – gitara (1993. – 1994.)
- Stig Hagenes – gitara (1994. – 1999.)

Koncertni članovi
- Roy "R.I.P. Meister" Pettersen – bas-gitara (2015. – danas)
- Therese "Hecate" Tofting – bas-gitara (2018. – danas)

## Diskografija

### Kao Hades
- Alone Walkyng (demo, 1993.)
- ...Again Shall Be (1994.)
- The Dawn of the Dying Sun (1997.)

### Kao Hades Almighty
- Millenium Nocturne (1999.)
- The Pulse of Decay (2001.)
- Pyre Era, Black! (EP, 2015.)